# 괴곡성
괴곡성(槐谷城)은 신라가 158년 죽령(竹嶺)을 개척하고 한강유역을 진출하기 위하여 전초기지를 구축한 관방유적이다.

## 괴곡성의 위치
괴곡성은 충북 제천시 수산면 괴곡리, 원대리, 계란리, 다불리 등지의 접경인 두무산(杜舞山), 옥순봉(玉筍峰), 청풍호반(淸風湖畔)의 주능선에 소재하며, 좌표는 N36 56.394 E128 12.218이다.

## 괴곡성의 전적사료
- 괴곡성(槐谷城)[1] 은 삼국의 이름이 있으나 미상으로 분류되어 지리적인 위치의 학설은 이곳이 신라시대에 괴양군(槐壤郡)이었다고 한다.[2] 때문에 괴곡과 괴양을 같은 지명으로 보아 괴곡을 지금의 충북 괴산군 괴산읍 일대로 비정하기도 하는데[3], 확실하지는 않다.[4]라고 하였다.
- 괴양군(槐壤郡)은 본래 고구려 잉근내군(仍斤內郡)인데, 경덕왕(景德王)이 개명했다. 지금은 괴주(槐州)이다.[5]라는 사료에서 신라의 경덕왕(景德王)은 재위기간이 742~765년간으로 괴곡성과 무관하다.
- 606년(진평왕 28) 신라의 장수 찬덕(讚德)이 가잠성(椵岑城)을 지키고 있을 때, 백제의 대군이 침입하여 1백여 일을 포위, 공격하였으나 끝내 항복하지 아니하고 큰 느티나무에 머리를 받아 자결하였다. 뒤에 이 소문을 듣고 태종 무열왕은 찬덕의 높은 뜻을 기리기 위하여 이곳을 괴산으로 부르게 하였다고 전한다.[6]라는 자료에서 괴곡성은 지금의 괴산과 관련이 없다.
- 신라 미추니사금(味鄒尼師今) 17년(278) 겨울 10월에, 백제 군사가 와서 괴곡성(槐谷城)을 포위하니 파진찬 정원(正源)에게 명령하여 군사를 거느리고 가서 막게 하였다.[7]라는 사료에서 신라가 죽령(竹嶺)을 개척[8] 하여 한강유역을 진출하기 위하여 괴곡성을 축성하였다.
- 신라 미추니사금 22년(283) 겨울 10월에, 백제가 괴곡성(槐谷城)을 포위하자 일길찬 양질(良質)이 막았다.[9]

## 괴곡성의 고증
- 수산면 부용벽(芙蓉壁) 서쪽 아래 괴곡성(槐谷城)[10] 은 옥순봉 부용벽 밑에 괴곡리와 마을을 에워싼 자연성벽을 말한다.
- 조선시대 청풍부 원남면(遠南面) 괴곡리(槐谷里)[11]의 마을 이름은 천년 이상의 괴목(槐木)에서 연원하며, 괴곡(槐谷)[12]을 도식하였다.
- 제천시 수산면 괴곡리에 청풍호반은 가파른 천혜의 절벽으로 붕괴된 참호와 침식된 토축(土築)의 흔적이 확연하며, 다불리를 지경으로 괴곡리를 감싸는 산맥은 두무산(474m)의 기암석봉에서 동쪽으로 약 350m 지점 안부에 일자형 성축이 약 100m에 산포하여 수산면 원대리에 진격하는 적군의 진격을 봉쇄한 차단성으로 소명된다. 괴곡리 내동으로 통하는 산마루에 도로를 가로질러 동쪽으로 괴곡리 초입에 해발 370m 고지에 원형(지름6m, 높이50cm)의 참호가 있다.[13]

## 괴곡성의 자연환경
- 괴곡성은 지리적으로 신라는 백두대간의 죽령대로(竹嶺大路)에 근접한 청풍강 옛 가혜진 괴곡나루를 건너 가은산 가혜성(加兮城)으로 통하는 수륙(水陸)의 요충지이다.
- 두무산(杜舞山)에서 동남동향에 계란치(230m), 동쪽에 옥순봉(283m)과 구담봉(343m), 강 건너 가은암산 석토성(石吐城)과 가은산 가혜성(加兮城)이 있으며, 두무산에서 남쪽으로 군사이동을 한 눈에 관망할 수 있는 천혜의 자연망대가 솟았다.
- 괴곡리 강안(江岸)에 토축(土築)의 성적(城跡)과 마을을 둘러싼 능선은 천혜의 방수지역(防守地域)이며, 원대리 가삽평(加揷坪)은 목책(木柵)의 설치를 의미하며, 계란치(鷄卵峙)의 언저리에 벌평(伐坪)은 군사지명이다.

## 괴곡성의 관련유물
- 괴곡나루의 격강에 관탄(串灘)과 내매탄(迺邁灘)은 가은산 강변에 정박하여 가혜성(加兮城)으로 진입한 옛 가헤진(加兮津)으로 괴곡성(槐谷城)과 마주하는 조포리에서 삼국시대 철제화살촉이 발견되었다.
- 괴곡리 구수골은 옥순봉으로 오르는 길목의 논밭에 삼국시대, 고려시대, 조선시대 토기류가 건천에서 출토되고 있다.

## 괴곡성의 현황
- 충주댐 수몰지역 괴곡리 본동은 전체 수몰되어 수산천 합수머리에 옛 가헤진 일대 진도(津渡) 유역은 살필 수 없다.
- 청풍호반에 제천 청풍호 자드락길의 괴곡성벽길은 두무산과 옥순봉의 주능선으로 이어진 자연성벽으로 온둘레가 약 8km에 이른다.

## 괴곡성의 관련인물
- 신라의 파진찬(波珍湌) 정원(正源)[14]과 일길찬(一吉湌) 양질(良質)[14] 은 백제의 군사가 괴곡성을 포위한 총공세를 방어했다.
- 괴곡성의 성안 괴곡리에서 1950년 6.25 때 인민군의 주둔지로 육군참모총장을 역임한 당시 대위 이세호(1925~1979)는 민가 뒤주 속에 숨어서 생존한 일화가 전한다.[13]